# Лахово (Польща)
Лахово (пол. Łachowo) — село в Польщі, у гміні Шубін Накельського повіту Куявсько-Поморського воєводства.
Населення — 376 осіб (2011).
У 1975-1998 роках село належало до Бидгощського воєводства.

## Демографія
Демографічна структура станом на 31 березня 2011 року:
|          | Загалом | Допрацездатний вік | Працездатний вік | Постпрацездатний вік |
| -------- | ------- | ------------------ | ---------------- | -------------------- |
| Чоловіки | 200     | 60                 | 130              | 10                   |
| Жінки    | 176     | 40                 | 110              | 26                   |
| Разом    | 376     | 100                | 240              | 36                   |